# Ванеев, Сергей Вячеславович
Сергей Вячеславович Ванеев (8 марта 2002, Няндома, Архангельская область, Россия — 6 декабря 2023, Украина) — российский военнослужащий 200-й отдельной гвардейской мотострелковой бригады 14-го армейского корпуса береговых войск Северного флота, рядовой. Герой Российской Федерации (2024, посмертно).

## Биография
Родился 8 марта 2002 года в Няндоме Архангельской области.
По причине частичной мобилизации, в сентябре 2022 года Ванеев был призван в ВС РФ и был зачислен 200-ю (гвардейскую) отдельную мотострелковую Печенгскую ордена Кутузова бригаду в состав 14-го армейского корпуса береговых войск Северного флота. 
С октября 2022 года принимал участие в российском вторжении на Украину. Был неоднократно ранен. 5 декабря сумел отбить ещё одну атаку, но получил в этот день тяжёлое ранение, после которого на следующий день 6 декабря 2023 года скончался.

## Звания и награды
- Герой Российской Федерации (Указом Президента Российской Федерации «закрытым» от 22 февраля 2024 года за мужество и героизм, проявленные при исполнении воинского долга, гвардии рядовому Ванееву Сергею Вячеславовичу присвоено звание Героя Российской Федерации — посмертно). Медаль «Золотая Звезда» была передана семье погибшего 22 июля 2024 года[4][1][2].
- В ноябре 2023 года его ратный труд был отмечен медалью «За боевые отличия».